# Aufenthaltsverordnung
Die Aufenthaltsverordnung ist eine in Deutschland geltende Rechtsverordnung, die hauptsächlich ergänzende Bestimmungen zur Durchführung des Aufenthaltsgesetzes enthält. Sie wurde als Artikel 1 der Verordnung zur Durchführung des Zuwanderungsgesetzes erlassen.

## Regelungsgegenstand
Die Verordnung enthält Regelungen zu folgenden Gegenständen:
- Passpflicht für Ausländer; Zulassung ausländischer und Einführung deutscher Passersatzpapiere (§§ 1 bis 14);
- Befreiungen vom Erfordernis eines Aufenthaltstitels, insbesondere eines Visums, und Beschränkungen von Befreiungen für Ausländer, die im Bundesgebiet erwerbstätig werden wollen (§§ 15 bis 30), darunter Sonderregelungen für Flugpersonal (§ 23), Seeleute (§ 24) und die Binnenschifffahrt (§ 25);
- Erfordernis der Zustimmung der Ausländerbehörden bzw. der obersten Landesbehörde im Visumverfahren (§§ 31 bis 38);
- Anerkennung von Forschungseinrichtungen für das besondere Aufnahmeverfahren nach der Forscher-Richtlinie der EU und Abschluss von Aufnahmevereinbarungen mit Forschern aus Drittstaaten (§§ 38a bis 38f);
- Möglichkeiten der Einholung des Aufenthaltstitels im Bundesgebiet für längerfristige Aufenthalte ohne vorgeschaltetes Visumverfahren (§§ 39 bis 41);
- Verlegung des Wohnsitzes von Flüchtlingen innerhalb der EU, sofern sie unter eine bestimmte EU-Richtlinie fallen (§§ 42, 43);
- Erhebung, Reduzierung und Befreiung von Gebühren für Amtshandlungen im Bereich des Ausländerrechts (§§ 44 bis 54);
- Ordnungsrechtliche Vorschriften, vor allem zu ausweisrechtlichen Pflichten (§§ 55 bis 57a);
- Muster für Aufenthaltstitel und Vordrucke für Passersatzpapiere (§§ 58 bis 61);
- Dateien der Ausländerbehörden und Datenübermittlungen an Ausländerbehörden (§§ 62 bis 76a) und
- Ordnungswidrigkeiten (§§ 77, 78).

## Materialien
- Erster Entwurf aus dem Jahr 2002: Bundesrats-Drucksache 823/02 (PDF; 12,8 MB)
- Zweiter Entwurf aus dem Jahr 2003: Bundesrats-Drucksache 28/03 (PDF; 42,9 MB)
- Dritter und endgültiger Entwurf mit Regierungsbegründung: Bundesrats-Drucksache 731/04 (PDF; 62,8 MB)
- Entwurf der Verordnung zur Änderung der Aufenthaltsverordnung und der AZRG-Durchführungsverordnung mit Regierungsbegründung: Bundesrats-Drucksache 659/05 (PDF; 2,7 MB)
- Entwurf der Ersten Verordnung zur Änderung der Aufenthaltsverordnung mit Regierungsbegründung: Bundesrats-Drucksache 874/06 (PDF; 40 kB)
- Zweite Verordnung zur Änderung der Aufenthaltsverordnung (BGBl. 2008 I S. 252) – eine Bundesratszustimmung war hierfür nicht erforderlich; daher ist auch keine Regierungsbegründung veröffentlicht worden
- Entwurf der Dritten Verordnung zur Änderung der Aufenthaltsverordnung mit Regierungsbegründung: Bundesrats-Drucksache 164/08 (PDF; 52 kB)